# 코마르노구

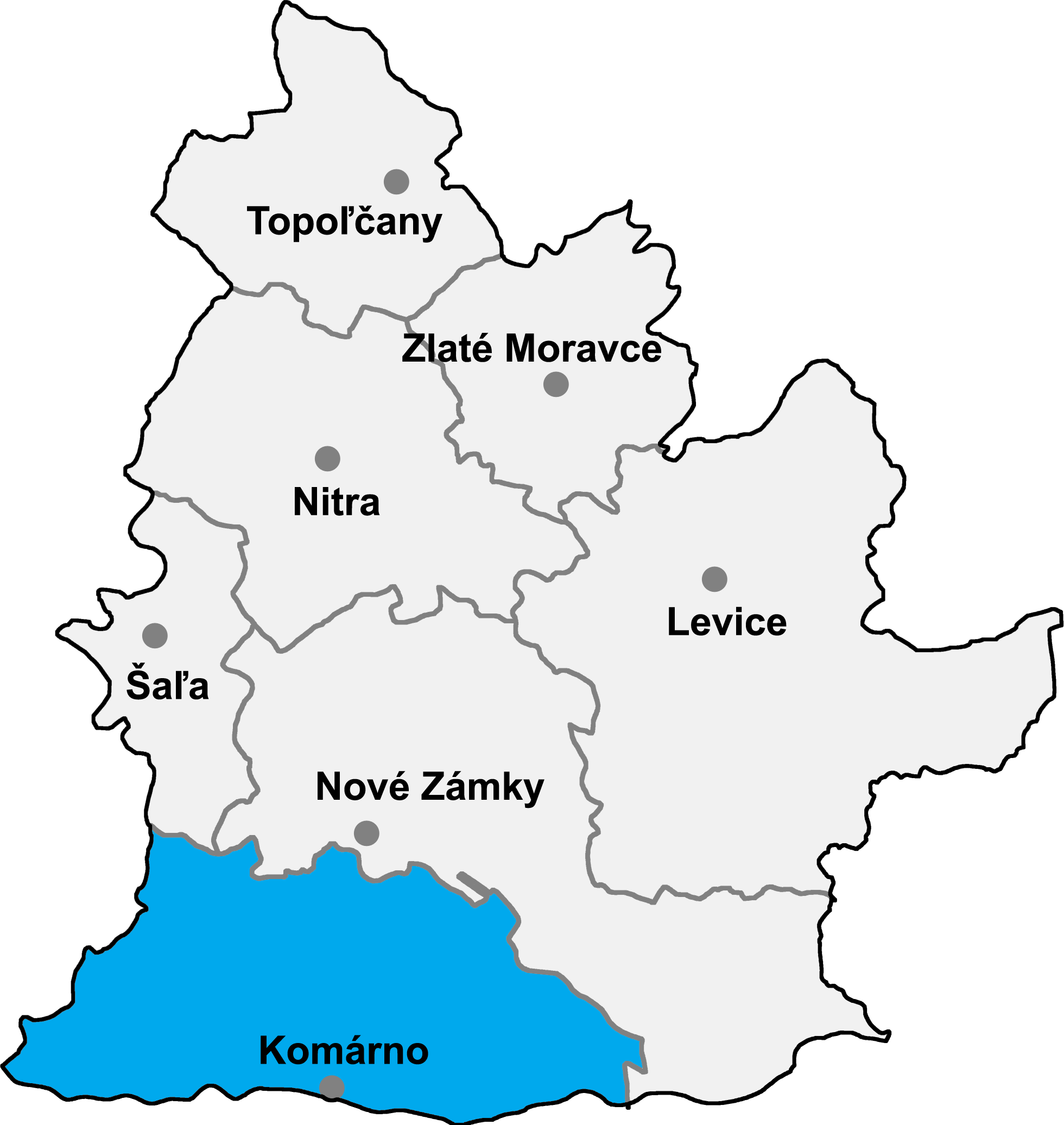
코마르노구의 위치

코마르노구(슬로바키아어: Okres Komárno)는 슬로바키아 니트라주를 구성하는 7개 구 가운데 하나로 행정 중심지는 코마르노이며 면적은 1,100.14km2, 인구는 103,360명(2014년 기준), 인구 밀도는 93.95명/km2이다.
니트라주 남부에 위치하며 41개 지방 자치체(3개 시, 38개 마을)를 관할한다. 서쪽으로는 트르나바주 두나이스카스트레다구, 북쪽으로는 샬랴구, 북동쪽과 동쪽으로는 노베잠키구와 접하며 남쪽으로는 헝가리와 국경을 접한다.